# Ананьевка (Костанайская область)
Ананьевка (каз. Ананьев) — село в Сарыкольском районе Костанайской области Казахстана. Входит в состав Веселоподольского сельского округа. Находится примерно в 31 км к северо-востоку от районного центра, посёлка Сарыколь. Код КАТО — 396235200.

## Население
В 1999 году население села составляло 286 человек (146 мужчин и 140 женщин). По данным переписи 2009 года, в селе проживало 258 человек (135 мужчин и 123 женщины).